# علم الوراثة الجزيئي

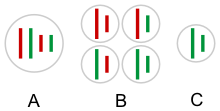

علم الوراثة الجزيئي أو الوِرَاثِيَّات الجُزَيْئِيَّة هي فرع من علم الأحياء الحديث. يدرس تركيب ووظيفة المورثات على مستوى الدنا والرنا والبروتين أي المستوى الجزيئي لتناقل المعلومات الوراثية. هذا الفرع يدرس كيفية بناء المورثات، تناقل المعلومات الوراثية وانتقال المورثات من جيل إلى آخر. يسعى علم الوراثة الجزيئي لفهم كيفية تناقل المعلومات الوراثية وكيفية حدوث طفرات وراثية في الخلايا وبين الأجيال.
ويسمى كذلك للتميز بينه وبين فروع علم الوراثة الأخرى مثل علم الوراثة البيئية وعلم الوراثة السكانية.
علم الوراثة الجزيئي الإكلينيكي هو علم يهتم بتطبيقات علم الوراثة ونقلها من المختبر إلى الفائدة التطبيقية المباشرة للإنسان، حيث يقوم الطبيب المعالج بتحليل نتائج فحص الحمض النووي دنا وعلاقة هذه النتيجة بالمريض. ومن الأمراض التي تشخص عن طريق تحليل الحمض النووي مرض التليف الكيسي.